# Flotta del Nanyang
La Flotta del Nanyang (南洋水師T) era una delle quattro flotte cinesi modernizzate della tarda dinastia Qing. Fondata nel 1875 da Shen Baozhen, allora governatore di Liangjiang e Ministro del commercio di Nanyang, la flotta subì perdite nella guerra franco-cinese, uscì intatta dalla prima guerra sino-giapponese e fu formalmente abolita nel 1909.

## Composizione nel 1884
Prima del 1885 la Flotta del Nanyang (o Flotta dei Mari del Sud), con base a Shanghai, era la più grande delle quattro flotte regionali cinesi. All'inizio degli anni 1880 le sue navi migliori erano il moderno incrociatore composito Kaiji, completato nel 1884 presso l'arsenale di Fuzhou, gli sloop compositi Kangji e Chengching, anch'essi prodotti di recente dal cantiere navale di Fuzhou (1878 e 1880), e la fregata a vapore in legno da 2630 tonnellate Yuyuan, costruita presso l'arsenale del Jiangnan nel 1873. Originariamente la flotta avrebbe dovuto avere le quattro cannoniere Rendel in acciaio Zhendong, Zhenxi, Zhennan e Zhenbei, completate nel 1879, ma Li Hongzhang ne rimase così impressionato che le prese in consegna per la Flotta del Pei-yang, compensando la Flotta del Nanyang con le quattro cannoniere Rendel "alfabetiche" in ferro Longxiang, Huwei, Feiting e Cedian, che erano in servizio a Tientsin dal 1876.
Oltre a queste cannoniere relativamente moderne, la flotta comprendeva anche le vecchie cannoniere in legno Caojiang, Zehai, Weijing e Jingyuan, le prime tre prodotte dall'arsenale di Jiangnan (1869 e 1870) e la quarta costruita nel cantiere navale di Fuzhou nel 1872. Nel 1884 tra le altre navi della flotta, alcune delle quali operavano sul Fiume Azzurro, vi erano gli sloop compositi Chaowu e Chengqing, entrambi costruiti presso il cantiere navale di Fuzhou (1878 e 1880); la fregata a vapore in legno da 2630 tonnellate Haian, costruita presso l'arsenale di Jiangnan nel 1872; i trasporti in legno Yuankai e Dengyingzhou, entrambi costruiti presso il cantiere navale di Fuzhou (1875 e 1876), e la minuscola corazzata di ferro Tien-sing (Tiong Sing), originariamente chiamata Chin-ou (Jinou), un prodotto sperimentale dell'arsenale di Jiangnan (1876), soprannominata dagli europei "il terrore del mondo occidentale".
Nel luglio 1884, alla vigilia della guerra franco-cinese, la Flotta del Nanyang fu rinforzata dagli incrociatori d'acciaio di costruzione tedesca Nanrui e Nanchen, salpati dalla Germania nel marzo 1884.
Tabella 1: Composizione della Flotta del Nanyang, agosto 1884
| Nome (pinyin) | Nome (Wade Giles) | Nome (cinese) | Descrizione                | Costruzione          | Specifiche                                                                          |
| ------------- | ----------------- | ------------- | -------------------------- | -------------------- | ----------------------------------------------------------------------------------- |
| Caojiang      | Ts'ao-chiang      | 操江          | cannoniera in legno        | 1869, Jiangnan       | 640 t, 9 nodi, 4 cannoni Vavasseur da 16 cm                                         |
| Zehai         | Ts'e-hai          | 測海          | cannoniera in legno        | 1869, Jiangnan       | 600 t, 12 nodi, 15 cannoni da 12 cm                                                 |
| Weijing       | Wei-ching         | 威靖          | cannoniera in legno        | 1870, Jiangnan       | 1000 t, 12 nodi                                                                     |
| Haian         | Hai-an            | 海安          | fregata a vapore in legno  | 1872, Jiangnan       | 2800 t, 12 nodi, 8 cannoni Krupp (2 da 21cm, 4 da 15 cm, 2 da 12 cm)                |
| Jingyuan      | Ching-yuan        | 靖遠          | cannoniera in legno        | 1872, Fuzhou         | 572,5 t, 8 nodi, 2 cannoni Vavasseur da 16 cm, 2 cannoni da 40 libbre               |
| Yuyuan        | Yu-yuen           | 馭遠          | fregata a vapore in legno  | 1873, Jiangnan       | 2800 t, 14 nodi, 6 cannoni Krupp (2 da 21 cm, 4 da 15 cm), 20 cannoni da 12 cm      |
| Yuankai       | Yuan-k'ai         | 元凱          | cannoniera in legno        | 1875, Fuzhou         | 1250 t, 10 nodi, 5 cannoni (1 da 16 cm, 4 da 40 libbre)                             |
| Dengyingzhou  | Teng-ying-chou    | 登瀛洲        | trasporto in legno         | 1876, Fuzhou         | 1258 t, 10 nodi, 5 cannoni (1 da 16 cm, 4 da 12 cm)                                 |
| Jinou         | Chin-ou           | 金歐          | corazzata                  | 1876, Jiangnan       | Non disponibili                                                                     |
| Longxiang     | Lung-hsiang       | 龍驤          | cannoniera Rendel in ferro | 1876, Mitchell & Co. | 319 t, 1 cannone Armstrong da 26.5 t                                                |
| Feiting       | Fei-t'ing         | 飛霆          | cannoniera Rendel in ferro | 1876, Mitchell & Co. | 400 t, 9 nodi, 1 cannone Armstrong da 38 t, 2 cannoni da 12 libbre                  |
| Cedian        | Ts'e-tien         | 策電          | cannoniera Rendel in ferro | 1876, Mitchell & Co. | 319 t, 1 cannone Armstrong da 38.5-t, 2 cannoni da 12 libbre                        |
| Huwei         | Hu-wei            | 虎威          | cannoniera Rendel in ferro | 1876, Mitchell & Co. | 319 t, 1 cannone Armstrong da 26.5-t                                                |
| Chaowu        | Ch'ao-wu          | 超武          | sloop composito            | 1878, Fuzhou         | 1250 t, 11.5 nodi, 5 cannoni (1 da 19 cm, 4 da 40 libbre)                           |
| Kangji        | K'ang-chi         | 康濟          | sloop composito            | 1879, Fuzhou         | 1200 t, 7 cannoni ad avancarica (1 da 7 pollici, 6 da 4.7 pollici)                  |
| Chengqing     | Ch'eng-ch'ing     | 澄慶          | sloop composito            | 1880, Fuzhou         | 1200 t, 7 cannoni ad avancarica (1 da 7 pollici, 6 da 4.7 pollici)                  |
| Kaiji         | K'ai-chi          | 開濟          | incrociatore composito     | 1884, Fuzhou         | 2153 t, 15 nodi, 8 cannoni Krupp (2 da 21 cm, 6 da 12 cm), 4 cannoni Nordenfeldt    |
| Nanchen       | Nan-ch'en         | 南琛          | incrociatore in acciaio    | 1884, Howaldt, Kiel  | 2200 t, 15 nodi, 2 cannoni Armstrong da 8 pollici, 8 cannoni a tiro rapido da 12 cm |
| Nanrui        | Nan-jui           | 南瑞          | incrociatore in acciaio    | 1884, Howaldt, Kiel  | 2200 t, 15 nodi, 2 cannoni Armstrong da 8 pollici, 8 cannoni a tiro rapido da 12 cm |

## La guerra franco-cinese (agosto 1884–aprile 1885)

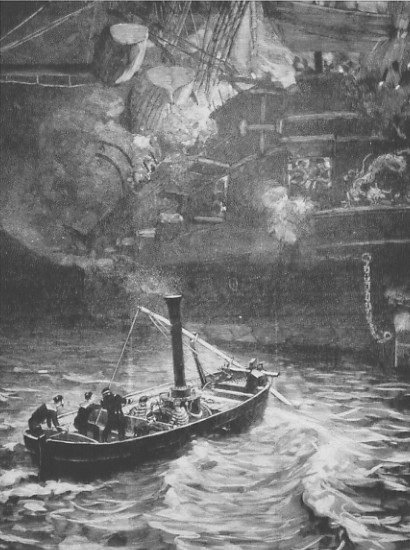
Lancio di siluri francesi contro la fregata cinese Yuyuan,

Il comandante della Flotta del Nanyang durante la guerra sino-francese era l'ammiraglio Li Chengmou (李成謀), che in precedenza aveva comandato la Flotta del Fujian e le forze fluviali del Fiume Azzurro
Durante la guerra franco-cinese la maggior parte delle navi della Flotta del Nanyang rimase al sicuro nei porti di Shanghai e di Nanchino. Nel luglio 1884 la nave da guerra francese Triomphante osservò la presenza della Flotta del Nanyang a Shanghai. Il suo comandante, il capitano di vascello Baux, chiese all'ammiraglio Amédée Courbet il permesso di attaccare i cinesi con la Triomphante e l'incrociatore d'Estaing. Il gabinetto di Jules Ferry considerò i vantaggi di un attacco alla Flotta del Nanyang, ma decise che i rischi erano troppo grandi e comunicò a Courbet che non sarebbe stata permessa alcuna azione navale a Shanghai. Courbet ordinò quindi alla Triomphante e alla d'Estaing di lasciare Shanghai e di raggiungerlo nel fiume Min, dove stava concentrando la sua squadra contro la Flotta del Fujian e il cantiere navale di Fuzhou. L'incrociatore francese Parseval fu inviato a Shanghai all'inizio di agosto per tenere sotto osservazione la Flotta del Nanyang.
L'attacco di Courbet alla Flotta del Fujian, il 23 agosto 1884, nella battaglia di Fuzhou, fece precipitare Francia e Cina in guerra. I comandanti della Flotta del Nanyang risposero dividendo la flotta per proteggere Shanghai e l'arsenale di Nanchino, entrambi obiettivi plausibili per futuri attacchi navali francesi. Le cannoniere Rendel Longxiang, Feiting, Cedian e Huwei rimasero a Shanghai, mentre la fregata Haian fu riempita di pietre e preparata per essere affondata all'ingresso del fiume Huangpu nel caso in cui i francesi si fossero presentati in forze. Gli incrociatori di costruzione tedesca Nanrui e Nanchen, insieme a molte altre navi della Flotta del Nanyang, si ritirarono a Nanchino. Alla fine dell'agosto 1884 l'ammiraglio Courbet ordinò alla Parseval di lasciare Shanghai. L'incrociatore francese era rimasto nel raggio d'azione della Flotta del Nanyang per un'intera settimana dopo lo scoppio della guerra, senza che i cinesi tentassero di attaccarlo. La notte del 30 agosto 1884 il capitano di vascello Thounens del Parseval ebbe uno scontro a fuoco con i cannoni dei forti di Wusong (alla foce del fiume Huangpu) e riuscì a fuggire in mare aperto senza subire perdite. La Flotta del Nanyang non fece nulla per ostacolare la sua partenza.
Nel febbraio 1885 una parte della Flotta del Nanyang fece una disastrosa sortita per cercare di rompere il blocco francese di Formosa. La fregata Yuyuan e lo sloop composito Chengqing furono affondati nella battaglia di Shipu (14 febbraio 1885), la prima da un attacco di siluri francesi e la seconda da fuoco amico. Il Kaiji, il Nanrui, il Nanchen, il Chaowu, il Yuankai e due cannoniere "alfabetiche", dopo la controversa battaglia di Zhenhai (1º marzo 1885), furono intrappolate dai francesi nella baia di Zhenhai per il resto della guerra.

## Sviluppo postbellico
La perdita del Yuyuan e del Chengqing nel febbraio 1885 erose il vantaggio della Flotta del Nanyang rispetto alla Flotta del Beiyang. Nel decennio successivo la Flotta del Nanyang perse gradualmente il suo primato, mentre Li Hongzhang investiva pesantemente nella Flotta del Beiyang. Nel 1894, alla vigilia della guerra sino-giapponese, la Flotta del Beiyang aveva una netta superiorità sulla Flotta del Nanyang sia in termini di numero di navi che in termini di qualità.
Tuttavia, dopo la guerra franco-cinese, la Flotta del Nanyang continuò ad acquistare nuove navi, alcune di discreta qualità. La prima delle nuove navi fu l'incrociatore d'acciaio Baomin, completato all'arsenale di Jiangnan nel 1885. Le successive aggiunte furono gli incrociatori compositi Jingqing e Huantai, entrambi prodotti dal cantiere navale di Fuzhou (1886 e 1887).
Tabella 2: Aggiunte alla Flotta del Nanyang, 1885-1894
| Nome (pinyin) | Nome (Wade Giles) | Nome (cinese) | Descrizione             | Costruzione    | Specifiche                                                   |
| ------------- | ----------------- | ------------- | ----------------------- | -------------- | ------------------------------------------------------------ |
| Baomin        | Pao-min           | 保民          | incrociatore in acciaio | 1885, Jiangnan | 1477 t, 16 nodi, 8 cannoni (2 da 200 libbre, 6 da 70 libbre) |
| Jingqing      | Ching-ch'ing      | 靖清          | incrociatore composito  | 1886, Fuzhou   | 1477 t, 15 nodi, 7 cannoni Krupp (2 da 15 cm, 5 da 12 cm)    |
| Huantai       | Huan-t'ai         | 寰泰          | incrociatore composito  | 1887, Fuzhou   | 1477 t, 15 nodi, 7 cannoni Krupp (2 da 15 cm, 5 da 12 cm)    |

## Navi della Flotta del Nanyang

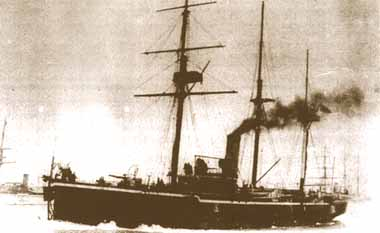
Baomin (保民)
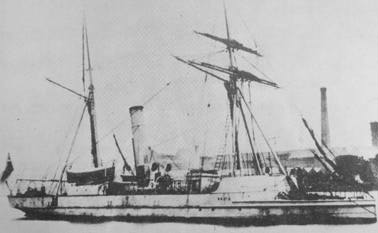
Cedian (策電)
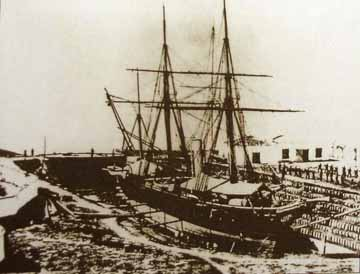
Dengyingzhou (登瀛洲)
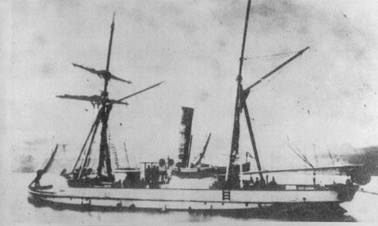
Feiting (飛霆)
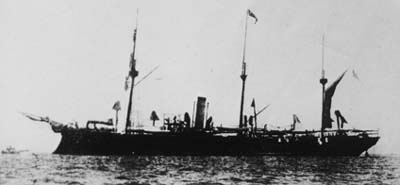
Huantai (寰泰)
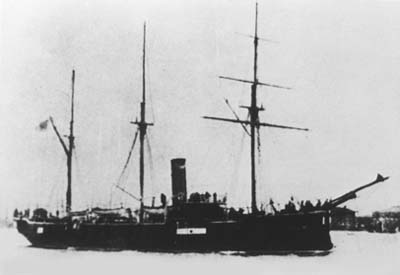
Kaiji (開濟)
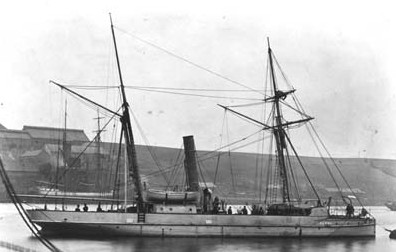
Longxiang (龍驤)
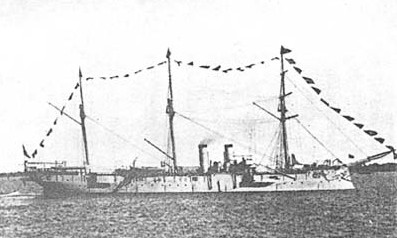
Nanchen (南琛)
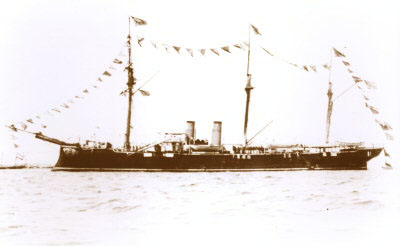
Nanrui (南瑞)